# Cloche de l'église de Fontaine-Chalendray
La cloche de l'église Notre-Dame-de-l'Assomption à Fontaine-Chalendray, une commune du département de la Charente-Maritime dans la région Nouvelle-Aquitaine en France, est une cloche de bronze datant de 1583. Elle a été classée monument historique au titre d'objet le 22 avril 1942. 
Inscription : « +I.H.S.MARIA ORA PRO NOBIS. L'AN MIL VC IIIIXX III HBP »; description des armoiries : écartelé au un et quatre fasce d'argent et d'azur de six pièces, au deux et trois de gueules plein. Elles sont en médaillon et entourées du collier des ordres du roi.